# Oedignatha carli
Oedignatha carli là một loài nhện trong họ Corinnidae.
Loài này thuộc chi Oedignatha. Oedignatha carli được Eduard Reimoser miêu tả năm 1934.